# 小樽アニメパーティー
小樽アニメパーティー（おたるアニメパーティー）は、2014年より北海道小樽市で開催されている漫画・アニメ関連のイベント。

## 概要
小樽市の梁川商店街・都通り商店街・サンモール一番街・花園銀座商店街の中心4商店街を主な会場として行うアニメオールジャンルイベント。また、空き店舗を利用してのイベント等で商店街の買い物客を取り込み、商店街のにぎわいを作り出し地域活性化を図る意図もある。
2014年11月に第一回を開始し翌年より毎年9月に開催されている。

## 2014年
- 日時：2014年11月29日 - 30日
- 主催：小樽市商店街振興組合連合会
- 後援：小樽市、小樽観光協会、小樽商工会議所、小樽物産協会
- 協力：運河の宿ふる河、エクシング、おたる祝津たなげ会、小樽ビール、日本レーベン、ゴールドストーン、JR小樽駅、自衛隊札幌地方協力本部小樽地域事務所、JTB北海道、新文化経済振興機構、大成建設、戸田建設、北海道中央バス

内容
- 11月29日・30日両日
  - 小樽市内中心部：コスプレ開放
  - 都通り商店街：フィギュア大展示会、フランチェスカ展示ブース、コスプレイヤー麗華トークショー、日本コスプレ写真協会コスプレ写真展、痛車展示、同人即売会「ニジフェスin小樽アニメパーティー極」、地域通貨TARCA販売所
  - 梁川商店街：ウタリプロダクションステージ、ハートビット声優ライブ、遊戯王・デュエルマスターズ公式デュエルトーナメント、ミニ四駆OTARUアニメパーティーCUP、ホビー光くじ引き大会、最終兵器彼女パネル展、ガンプラ展示会
  - サンモール一番街：ウタリプロダクションステージ、アイドルフェスティバルin小樽
  - 花園銀座商店街：出張メイドカフェあみゅーる（喫茶コロンビア）
  - 都通り商店街・サンモール1番街・梁川商店街：宇宙戦艦ヤマト2199 星巡る方舟キーワードラリー
- 11月29日のみ
  - 都通り商店街：開会式、北乃カムイステージ、セラサスボーカリストワークスカラオケライブ
  - 梁川商店街：フランチェスカじゃんけん大会・声優トークショー、北乃カムイライブ＆トークショー、最終兵器彼女テレビアニメ上映会
  - サンモール一番街：小樽アニメパーティーキャラクター「サクラ」声優公開オーディション
  - 小樽ビール：ニコニコダンスパーティinおたるあにぱ
  - おたる水族館：水族館貸切コスプレ撮影会
  - 茨木家中出張番屋：コスプレ撮影会バスツアー
- 11月30日のみ
  - 都通り商店街：遊戯王ARC-V OCG大会（ジョイポート）、小林ゆうプレミアムトークショー
  - サンモール一番街：JOYSOUNDアニソンカラオケ大会、閉会式
  - 梁川商店街：フランチェスカビンゴ大会、永倉新八ひ孫トークショー「永倉新八からの伝言in小樽」
  - GOLD STONE：ライブハウスコスプレロケーション開放

出演者
- 総合司会
  - 大林宜裕(札幌吉本）
- 北乃カムイステージ
  - shiho
- フランチェスカイベント
  - 工藤沙貴、井澤佳の実
- 永倉新八ひ孫トークショー
  - 杉村和紀、麗華
- ハートビット声優ライブ
  - Luu.、ちーしゃみん
- ウタリプロダクションステージ
  - シャケ武士、星田すずらん（南本あおい）

## 2015年
- 日時：2015年9月5日・6日
- 主催：小樽市商店街振興組合連合会青年部・小樽アニメパーティー実行委員会

内容
- 9月5日・6日両日
  - 小樽市内中心部・運河公演付近・小樽市総合博物館本館・天狗山：コスプレロケーション開放
  - 都通り商店街：痛車フェスティバル
  - 梁川商店街：北乃カムイステージ、全国のシンガーアイドルでサブソンパーティー!、飲食ブース、働く車がやってくる
  - 市立小樽文学館jj's Cafe+古本コーナー：小樽文学舎主催イラスト展（9月5日 - 11月3日開催）
  - 小樽駅前第一ビル地下1階：チケット販売所・運営本部、更衣室・荷物置場、同人誌頒布会、スタジオパルフェ presents コスプレ撮影スタジオ、ヤマト運輸荷受け・発送ブース
  - 小樽駅前第一ビル4階：出張メイドカフェあみゅーるin小樽アニメパーティー
- 9月5日のみ
  - 都通り商店街：開会式、北乃カムイステージ（適当）in都通り
  - 梁川商店街：FMおたる「オタ☆マニ」公開録音、姫乃アズ＊だいすけPステージ
  - おたる水族館：コスプレ貸切撮影会
  - 稲穂小学校：コスプレロケーション開放
  - 小樽ビール 小樽倉庫NO.1：ニコニコDJパーティーin小樽ビール
- 9月6日のみ
  - 運河プラザ：漫画家キャラバン
  - 小樽市民センターマリンホール：FMおたる「オタ☆マニ」Presents 「アニ☆ソン」ステージ、フランチェスカ声優ステージ、フェイバリット「いろとりどりのセカイPSVita 蓮ちゃんと一緒!ライブ&トークショー」、アニメミライ「音楽少女」上映会、Larval Stage Planningライブステージ、長妻樹里スペシャルステージ、WIXOSS PARTY SPECIAL in 小樽アニメパーティー
  - 梁川商店街：アニソンカラオケ大会
  - 小樽駅前第一ビル地下1階：フェイバリット「星に願いを!聖地巡礼記念トークショー」
  - 小樽港内遊覧屋形船「かいよう」：屋形船貸切コスプレ撮影会

出演者
- 総合司会
  - 大林宜裕（よしもとクリエイティブ・エージェンシー札幌支社）
- 北乃カムイステージ
  - shiho
- 全国のシンガー、アイドルでサブソンパーティー!
  - 両日：小娘、村長、光咲魅夕羽
  - 5日：SONINOTES、なかじまかりん（Delusion addiction）、Luu.、まるたにあやの、森山夕子、ArisA、橘美羽、らめる、すずきゆい、YOSHIKO、たかはしはるな
  - 6日：函館サブソニ、ノリル、宮村ゆん、まかろん×LUNA、code:輩楼、木村菜摘、ソニックノーツ、Moomin-リュウジ、ArisA、がぶきゃん、一番星☆蛇ッ太、
- FMおたる「オタ☆マニ」公開録音
  - 大林宜裕、獣神サンダーうんが〜（村岡啓介）、たかはしはるな
- ニコニコDJパーティーin小樽ビール
  - DJちっぺ（FIGHTING DREAMERS）
- 漫画家キャラバン
  - 椿かすが、sanarin、Dirty Robot
- FMおたる「オタ☆マニ」presents「アニ☆ソン」in マリンホール
  - 司会：大林宜裕、たかはしはるな
  - 歌手：ちーしゃみん（オープニングアクト）、まるたにあやの、Luu.、らめる、橘美羽、森山夕子、すずきゆい、なかじまかりん、YOSHIKO
- フランチェスカ声優ステージ
  - 工藤沙貴、井澤佳の実
- フェイバリット「星に願いを!聖地巡礼記念トークショー」
  - 姫乃アズ、忍、水間ホシひと
- フェイバリット「いろとりどりのセカイPSVita 蓮ちゃんと一緒！ライブ＆トークショー」
  - 宇佐美みもえ、忍、水間ホシひと
- Larval Stage Planningライブステージ
  - Larval Stage Planning、柚子乃、RINA
- 長妻樹里スペシャルステージ
  - 長妻樹里

## 2016年
- 日時：2016年8月27日 - 28日
- 主催：小樽市商店街振興組合連合会青年部
- 後援：小樽市、小樽市教育委員会、小樽開発建設部、小樽商工会議所、小樽観光協会、小樽物産協会、愛知県半田市観光協会
- 協力：アニメニクス、あみゅーる、A.LIVE、新文化経済振興機構、運河の宿小樽ふる川、運河プラザ、エンブレイスジャパン、小樽市消防本部、小樽市立稲穂小学校、菓匠小樽新倉屋、エフエム小樽放送局、カードラボ、北日本広告社小樽営業所、 キャラアニ、グッドスマイルカンパニー、Cradle、K2、コスパ、サウンドクルー小樽、ソル・インターナショナル、タカラトミー、DMM.com、ニュー三幸、マイルストン、北乃力ムイプロジェクト、新井声作所、彩ing、Sin Creative、サンクス運河店・小樽稲穂2丁目店、JR小樽駅、自衛隊札幌地方協力本部、市立小樽文学館、水天宮、総合学園ヒューマンアカデミー札幌校、大正硝子館、第11旅団第11特科隊、タブリエ・コミュニケーションズ、ニッシンジャパン、日本銀行旧小樽支店金融資料館、ホテルヴィブラントオタル、Myethos Co.,Limited、ヤマト運輸、フェイバリット、龍宮神社

内容
- 8月27日・28日両日
  - 小樽市内中心部・運河公演付近・水天宮：コスプレロケーション開放
  - 梁川商店街・都通り商店街：痛車展示
  - サンモール一番街：働く車展示
  - ニュー三幸小樽本店1階レストラン：selector spread WIXOSSコラボカフェ
  - ニュー三幸小樽本店3階：コスプレ更衣室、フィギュア・ガンプラ大展示会
  - 花園銀座商店街：全国のシンガー、アイドルでサブソンステージ
  - 市立小樽文学館：アニメイラスト展示会
  - A.LIVE：出張メイド喫茶
  - 小樽経済センタービル：複合同人イベント「小樽オンリー祭り2016」
- 8月27日のみ
  - サンモール一番街：開会式、アニパビンゴ大会
  - 稲穂小学校：コスプレロケーション開放
  - ニュー三幸小樽本店3階：企業物販ブース、NISSINデジタル初心者ストロボセミナー、コノミアキラコスプレワークショップ
  - ニュー三幸小樽本店4階：北乃カムイ Starring shihoステージ、コノミアキラトークショー、アストラエアの白き永遠トークショー、DMM.yell Presents Teamくれれっ娘!ライブ、アニソンDJパーティー
  - 花園銀座商店街：オタ☆マニライブ
- 8月28日のみ
  - ニュー三幸小樽本店3階：WIXOSS WORLD CHAMPIONSHIP 2016 予選リーグ北海道大会
  - ニュー三幸小樽本店4階：オタ☆マニライブ、音泉「ゆみりと愛奈のモグモグ・コミュニケーションズ」公開録音、新井里美声優スペシャルトークショー、閉会式
  - 花園銀座商店街：アニパビンゴ大会
  - ALIVE：打ち上げライブ「ラストしゅーてぃんぐ」

出演者
- 総合司会
  - 大林宜裕（吉本クリエイティブエージェンシー札幌支社）
- 全国のシンガー・アイドルでサブソンステージ
  - 両日：らめる、みるくれーぷ☆まりりん
  - 27日のみ：すずきゆい、千加、YOSHIKO、claw (工藤舞子/佐藤愛梨)
  - 28日のみ：JR、μ’sic parfait、MiNE
- アニソンDJパーティー
  - DJ：DJゆな、FIGHTING DREAMERS
  - シンガー：たかはしはるな、Luu.、まるたにあやの
- アストラエアの白き永遠トークショー
  - 姫乃アズ、忍、水間ホシひと、だいすけP
- オタ☆マニライブ
  - 大林宜裕、たかはしはるな、Luu.、まるたにあやの
- コノミアキラトークショー・ワークショップ
  - コノミアキラ
- ゆみりと愛奈のモグモグ・コミュニケーションズ公開録音
  - 花守ゆみり、鈴木愛奈
- 北乃カムイ Starring shihoステージ
  - shiho
- DMM.yell Presents Teamくれれっ娘!ライブ
  - Teamくれれっ娘!
- 新井里美声優スペシャルトークショー
  - 新井里美
- 打ち上げライブ「ラストしゅーてぃんぐ」[6]
  - たかはしはるな、Luu、まるたにあやの、YOSHIKO、らめる、みるくれーぷ★、MiNE、JR
  - 特別ゲスト：高橋麻衣子、コノミアキラ

## 2017年
- 日時：2017年9月2日 - 3日
- 主催：小樽市商店街振興組合連合会青年部
- 後援：小樽市、小樽市教育委員会、小樽開発建設部、小樽商工会議所、小樽観光協会、小樽物産協会、愛知県半田市観光協会

内容
- 9月2日・3日両日
  - 小樽市内中心部・運河公園付近・水天宮・龍宮神社・旭展望台：コスプレロケーション開放
  - 梁川商店街・都通り商店街：痛車フェスティバル
  - 梁川商店街・サンモール一番街：働く車展示
  - 堺町通り商店街利尻屋みのや駐車場：FMおたる「オタ☆マニ」ステージ
  - 中心商店街：北乃カムイがやってくる
  - 都通り商店街：フィギュア展示会、キャラプラ展示会、「聖樹のパン」パネル展、「星空のメモリア -Wish upon a shooting star-」英語版制作記念パネル展、コスプレチャレンジ、屋内撮影スペース、フェイバリット物販ブース
  - サンモール一番街：アニパビンゴ大会、企業物販ブース（出展：アニメニクス、音泉、蛸やき専門車かまくら、北乃カムイプロジェクト、ヒューマンアカデミー、ソル・インターナショナル）、オフィスワイルド忍者の殺陣教室
  - 市立小樽文学館：アニメイラスト作品展（9月2日 - 10日）
  - 小樽グランドパレス1F：同人即売会「小樽オンリー祭り2017」
- 9月2日のみ
  - ニュー三幸4Fステージ：コノミアキラステージ、音泉「藤田茜のエロマンガSENSATION!トークショー in 小樽」
- 9月3日のみ
  - ニュー三幸4Fステージ：「聖樹のパン」トークショー、音泉「ゆみりと愛奈のモグモグ・コミュニケーションズin小樽2」
  - ALIVE：打ち上げライブ〜らすとしゅーてぃんぐ〜

出演者
- 総合司会
  - 大林宜裕（吉本クリエイティブエージェンシー札幌支社）
- 「オタ☆マニ」ステージ
  - 進行役：たかはしはるな・まるたにあやの・Luu.（2日にステージ出演有）、獣神サンダーうんがー（村岡啓介 FMおたるチーフアナウンサー）
  - 両日出演：THEご主人様、佐々木ひなの、さとみん、rari、さば夫、MiNE
  - 2日出演：あきとあず featuring まーや、おーとや（旅）、SaKI、瀬尾にゃん&やまぐちくん
  - 3日出演：Candy pop、すずきゆい、渋田千加、二条ゆりな
- 北乃カムイがやってくる
  - 北乃カムイ starring shiho
- 藤田茜のエロマンガSENSATION! トークショー in 小樽
  - 藤田茜
- 「聖樹のパン」トークショー
  - 山花典之
  - たかはし慶行
  - 姫乃アズ（進行）
- ゆみりと愛奈のモグモグ・コミュニケーションズ in 小樽2
  - 花守ゆみり
  - 鈴木愛奈
  - 安野希世乃
- 打ち上げライブ〜らすとしゅーてぃんぐ〜
  - たかはしはるな
  - まるたにあやの
  - CЯAZY PAЯAKEET
  - 佐々木ひなの
  - 二条ゆりな
  - Candy pop
  - rari
  - Ma-aya(MiNE)

## 2018年
- 日時：2018年9月1日 - 2日
- 主催：小樽アニメパーティー実行委員会

内容
- 9月1日・2日両日
  - 小樽市内中心部・運河公園付近・水天宮・龍宮神社・旭展望台・旧国鉄手宮線：コスプレロケーション開放
  - ニュー三幸：コスプレ更衣室、飲食フロア、コスプレチャレンジコーナー受付
  - 都通り商店街：フィギュア展示会、キャラプラ展示会、「北前船」日本遺産認定記念パネル展、フェイバリット作品展、「聖樹のパン」公認パネル展、痛車展示会、ドール展示、最終兵器彼女パネル展、あみゅーる出張メイド喫茶
  - サンモール一番街：アニパビンゴ大会、企業物販ブース、フリーマーケット「アニパdeフリマ」
  - 梁川商店街：FMおたるサブソンステージ、やながわメイド屋台with江頭亭
  - 市立小樽文学館：イラスト作品展（9月1日 - 17日）
  - サンモール一番街・梁川商店街：北乃カムイオンステージ、働く車展示会
  - サンモール一番街「おやき屋甘」「暖カフェ」、オーセントホテル小樽「ロビーラウンジ オンディーヌ」：菓子サービス「小樽アニパの放課後ティーパーティー」
- 9月1日のみ
  - 旧国鉄手宮線周辺：コスプレパレード
  - サンモール一番街：すずきゆいライブ、聖樹のパントークショー
  - 小樽市立稲穂小学校：コスプレロケーション開放（体育館・音楽室・家庭科室）
  - ニュー三幸小樽本店：同人誌頒布会、なつめえりトークショー&サイン会、アニパ大抽選会
  - GOLD STONE：アニソンDJパーティー「オタルソニック」
- 9月2日のみ
  - ニュー三幸小樽本店：音泉「普通に津田健次郎」「木村良平の感度は良好!」公開録音ステージ、閉会式
  - 梁川商店街：コスプレランウェイステージ

出演者
- 総合司会
  - 大林宜裕（吉本クリエイティブエージェンシー札幌支社）
- 音泉公開録音ステージ
  - 津田健次郎（普通に津田健次郎）
  - 木村良平（木村良平の感度は良好!）
- ゲストコスプレイヤー
  - コノミアキラ
  - HIMEOUJI
- なつめえりトークショー＆サイン会
  - なつめえり
- 北乃カムイオンステージ
  - 北乃カムイ憑依隊
- サブソンステージ
  - 9月1日：HIMEOUJI、北乃カムイ憑依隊、Gato、JxR、縄文コスプレ踊り、ひなりん（オタ☆マニステージ）、たかはしはるな（オタ☆マニステージ）、饗庭あやこ、瀬尾にゃんと山口くん、Rose＆Rosary、吉田清果、Luu（オタ☆マニステージ）、まるたにあやの（オタ☆マニステージ）
  - 9月2日：北乃カムイ憑依隊、THEご主人様 （オタ☆マニステージ）、まるたにあやの（オタ☆マニステージ）Luu. （オタ☆マニステージ）、たかはしはるな（オタ☆マニステージ）、Rose＆Rosary 、One Link’s、あきあき、Gato、CandyPop、吉田清果、北見焼肉アイドルMeat you 、瀬尾にゃんと山口くん
- オタルソニック
  - コノミアキラ
  - DJまじめ
  - DJ29MEAT
  - HIMEOUJI
  - 大林宜裕
  - たかはしはるな
  - Luu.
  - まるたにあやの
  - Hinata
- 聖樹のパントークショー
  - 山花典之

## 2019年
- 日時：2019年9月7日 - 8日
- 主催：小樽アニメパーティー実行委員会

内容
- 9月7日・8日両日
  - 小樽市内中心部・運河公園付近・水天宮・龍宮神社・旭展望台・旧国鉄手宮線：コスプレロケーション開放
  - 電気館ビル：キャラプラ展示会、「聖樹のパン」公認パネル展、夜田あかり「悪魔少女はエクソシストと契約破棄したい」複製原画展、やしろあずき作品展
  - アニメニクス：フィギュア展示会
  - サンモール一番街商店街：働く車展示会、企業物販、DRONE体験会、ビンゴ大会
  - 市立小樽文学館（9月1日 - 29日）：イラスト作品展、「啄木鳥探偵處」公認パネル展、最終兵器彼女パネル展
  - 市立小樽文学館特設ステージ：ポップカルチャーバラエティーステージ「オタバラ」、『オタ☆マニ～オタク☆マニアックス～』ステージ
  - 小樽駅前第一ビル：コスプレ更衣室・荷物置場
  - 都通り商店街：痛車展示
  - 市内喫茶・菓子店：菓子ドリンクサービス「小樽アニパの放課後ティーパーティー」（サンモール一番街「おやき屋甘」「暖カフェ」、オーセントホテル小樽「ロビーラウンジ オンディーヌ」、花園銀座商店街「菓匠新倉屋花園本店」、おたる屋台村「ろまん横丁」）
- 9月7日のみ
  - ニュー三幸：開会式、屋内ステージイベント 音泉「くまがみ珈琲店～プレミアムブレンド～」公開収録
  - サンモール一番街商店街：いがらしゆみこ・中山昌亮ライブドローイング、やしろあずきグッズ販売会
  - 小樽市立稲穂小学校：コスプレロケーション開放
- 9月8日のみ
  - サンモール一番街商店街：コスプレランウェイステージ、ハムスター公認北海道アケアカeスポーツ大会 THE KING OF FIGHTERS 2002」、『聖樹のパン』トークショー
  - 電気館ビル：「聖樹のパン」限定サイン会

出演者
- 総合司会
  - 大林宜裕（吉本クリエイティブエージェンシー札幌支社）
- 「くまがみ珈琲店～プレミアムブレンド～」公開収録
  - 野上翔
  - 熊谷健太郎
- ライブドローイング
  - いがらしゆみこ
  - 中山昌亮
- 『聖樹のパン』トークショー
  - 山花典之
  - たかはし慶行
- アケアカeスポーツ大会
  - 大林宜裕（実況）
  - NAGATA（解説）
- オタ☆マニ～オタク☆マニアックス～ステージ
  - 大林宜裕
  - たかはしはるな
  - Luu.
  - まるたにあやの
- やしろあずきグッズ販売会
  - やしろあずき
- ゲストコスプレイヤー
  - コノミアキラ

## 2020年（中止）
2020年9月5・6日に開催を予定していたが、2019新型コロナウイルスに伴い中止となった。
これに関連し、同日に行われた本イベント総合司会の大林宜裕がパーソナリティを務めるFMしろいし「大林宜裕のオタク☆マニアックス～オタ☆マニ～」の24時間Youtube配信企画「小樽から世界へ発信！オタ☆マニ限界への挑戦！オタ☆マニ24」では小樽市内の店舗からの協賛や小樽市・市教委が後援を行い、クラウドファンディング「CAMPFIRE」を用い運営資金を調達した上で、過去のイベント写真をTwitter上で募集する「小樽アニメパーティー応援企画！奇跡の一枚コンテスト」企画を展開、寄せられた写真は配信内で紹介するとともに優勝者に小樽名産品詰め合わせをプレゼントし、この他迫俊哉小樽市長とのトーク企画、ゲーム実況、市内探訪ロケ、市立小樽文学館色内広場からの無観客アイドルライブ等も展開した。

## 2021年
2021年6月29日に通常開催の断念を表明、屋外コスプレ撮影会等の縮小開催を検討。
その後7月26日に天狗山周辺での屋外コスプレ撮影イベント「小樽アニメパーティー2021 コスプレ撮影会in小樽天狗山」の開催を発表、感染症対策のため定員数に上限を設けた事前予約制を取るとした。当初は9月4・5日開催予定としたが、北海道への新型コロナウイルスまん延防止等重点措置の適用に伴い10月2日・3日に順延の後再延期で10月23・24日に開催。また山麓の「天狗亭」も屋内撮影スペースとして開放し「初音ミクモザイクアート展」や赤い羽根共同募金ブースを設けた。開催前日にはYoutubeとTwitterにて迫俊哉小樽市長からのメッセージ動画も公開された。

## 2022年
- 日時：2022年9月3日 - 4日
- 主催：小樽アニメパーティー実行委員会
- 後援：小樽市、小樽市教育委員会、小樽開発建設部、小樽商工会議所、小樽観光協会、小樽物産協会

内容
- 9月3日・4日両日
  - 小樽市内中心部・運河公園付近・水天宮・龍宮神社・旭展望台・旧国鉄手宮線・日本銀行旧小樽支店金融資料館・小樽運河プラザ・スタジオパルフェ小樽都通り：コスプレロケーション開放
  - 市立小樽文学館：小樽・札幌ゲーセン物語展ミニ（11日まで）、サブカル系屋台「SPICE STAND」、文豪とアルケミスト タイアップ企画展「小樽に残した文豪の足跡2 懐かしい人々」（25日まで）
  - 市立小樽文学館ステージ：FMしろいし『オタ★マニ』ステージ、サブカル系カバーライブ『ヲタクルーズ』、梟の戦騎カントステージ
  - 市内喫茶・菓子店：菓子ドリンクサービス「アニパ放課後ティーパーティー」（サンモール一番街「おやき屋甘」、都通り商店街「ぎんざ本店」「オーセントホテル小樽 ロビーラウンジ オンディーヌ」、花園銀座商店街「澤の露本舗」「新倉屋 花園本店」
  - 都通り商店街：痛車展示会、プラモデル展示会「オタプラ展示会」、プロ漫画家作品展「聖樹のパン作品展」「夜田あかり複製原画展」
  - サンモール一番街商店街：運営本部、働く車展示
  - サンモール一番街ステージ：ビンゴ大会
  - 小樽経済センタービル：コスプレ更衣室、参加証販売
- 9月3日のみ
  - サンモール一番街ステージ：開会式、小樽堺町通り商店街アイドル「一方通行」ステージ
  - 市立小樽文学館ステージ：アニソンイントロクイズ、サブカル系クイズ大会
- 9月4日のみ
  - 市立小樽文学館ステージ：アニパコスプレランウェイ
  - サンモール一番街ステージ：「小樽潮風高校Project」青山吉能スペシャルトークステージ、閉会式

出演者
- FMしろいし『オタ★マニ』ステージ
  - 司会：大林宜裕、オタイタ
  - ポップカルチャーカバーライブ：Luu.、タジマホノカ
- サブカル系カバーライブ『ヲタクルーズ』
  - 冠羽里美
  - Lamu
  - 黒狐
  - りぼん

## 2023年
- 日時：2023年9月2日 - 3日
- 主催：小樽アニメパーティー実行委員会
- 後援：小樽市、小樽市教育委員会、小樽開発建設部、小樽商工会議所、小樽観光協会、小樽物産協会

内容
- 9月2日・3日両日
  - サンモール一番街、都通り商店街、日本銀行旧小樽支店金融資料館、小樽運河、旧手宮線：コスプレロケーション開放
  - サンモール一番街ステージ：アニメクイズ大会、アニパビンゴ大会
  - サンモール一番街商店街：小樽開発建設部・自衛隊札幌地方協力本部・小樽消防本部働く車展示、運営本部（参加証・ビンゴカード販売、参加者特典「アニパでPON!」
  - 都通り商店街：痛車展示会、夜田あかり「悪役令嬢ですが、元下僕の獣人にフラグ回収されてます!?」複製原画展・コミックス販売、オタプラ展示会、イラスト作品展
  - 旧石川屋：「猫耳ゴシックメイド喫茶MERCI」出張メイド喫茶
  - スタジオパルフェ：スタジオ無料開放
  - 運河プラザ前庭：縁日エリア
  - 小樽市文学館：後志町村サブカルチャー復興推進サークルSPICE 屋台「SPICE STAND」、コスプレ写真展
  - 小樽市文学館ステージ：サブソンステージ、コスプレランウェイ、梟の戦騎カントステージ、サブカル系カバーライブ「ヲタクルーズ」
  - 小樽経済センタービル：更衣室・荷物置き場
- 9月2日のみ
  - サンモール一番街ステージ：開会式、コスプレエクセビジョンPowered byあめいず村、国際声優育成協会「国際声優コンテスト声優魂」北海道大会表彰式
  - 運河プラザ3番庫：ドール&コスプレ写真展、大型デジタル背景開放
  - 小樽市文学館ステージ：「オタ★マニ」ステージ、アケアカeスポーツ大会、全員参加クイズ大会
- 9月3日のみ
  - サンモール一番街ステージ：星空のメモリアin小樽アニメパーティー、小樽潮風高校Project高木美佑・奥野香耶スペシャルトークステージ、商店街アイドル一方通行ステージ、閉会式・痛車コンテスト表彰式
  - サンモール一番街商店街、都通り、旧手宮線、小樽市文学館：ゴミ拾い企画「小樽アニパの後片付け」

出演者
- オタ★マニステージ：大林宜裕、オタイタ、松野瑠烏、タジマホノカ
- サブソンステージ
  - 2日：JourneyReason、CandyPop、ザビエルT
  - 3日：押切優杏、たられば、ドラ
- ヲタクルーズ
  - 両日：冠羽里美、Lamu
  - 3日：優真

## 2024年
- 日時：2023年9月7日 - 8日
- 主催：小樽アニメパーティー実行委員会

内容
- 9月7日・8日両日
  - 入船十字街、メルヘン交差点、サンモール一番街、花園通り・柳川・都通り・堺町通り商店街、日本銀行旧小樽支店金融資料館、小樽運河、旧手宮線、旭展望台、水天宮、龍宮神社、運河公園、市立小樽文学館、小樽市総合博物館本館：コスプレロケーション開放
  - サンモール一番街：働く車展示会（北海道開発局小樽開発建設部・小樽市消防本部・北海道中央バス実車展示、自衛隊札幌地方協力本部ブース）、ビンゴ大会、運営本部
  - 都通り商店街：痛車展示会、夜田あかり「悪役令嬢ですが、元下僕の獣人にフラグ回収されてます!?」複製原画展・コミックス販売、オタプラ展示、イラスト展示会
  - 小樽市文学館：参加証・ビンゴカード販売、屋台縁日ブース、コスプレランウェイ、アニソンDJ、オタCRUZ、旧石川屋出張メイド喫茶、スタジオパルフェ小樽都通り無料開放
  - 小樽経済センタービル：受付、更衣室
- 9月7日のみ
  - サンモール一番街：開会式、アニソンカラオケマスターズ、アニソンアディクション、集合写真撮影
  - 小樽市文学館：○×クイズ
  - 旧手宮線：ナイトキャンドル撮影開放
  - 小樽経済センタービル：夜間運営本部
- 9月8日のみ
  - サンモール一番街：コスプレエグセビション、高木美佑・奥野香耶トークステージ、一方通行ステージ、閉会式・痛車コンテスト表彰、ゴミ拾い
  - 小樽市文学館：アケアカeスポーツ大会

出演者
- コスプレエクセビション：shiho（司会）、Snowe、月影。、神野りょう、Resonance
- オタCRUZ
  - 司会：大林宣弘
  - 両日出演：松野⁂瑠烏、タジマホノカ、冠羽里美、Lamu
  - 7日のみ：たられば
  - 8日のみ：Journey Raason、Layla、奏咲
- コスプレランウェイ司会：堤下しゃもじ
- アニソンアディクション：向井しずく（司会）、雪野ひなた、BANBANBAN
- 高木美佑・奥野香耶スペシャルトークステージ：高木美佑、奥野香耶

その他
- 特別運行バス（7日のみ）：サンモール一番街（1便起点）/花園銀座商店街寿司屋通り側（2・3便起点）→北一硝子三号館前バス停→本局前バス停→旧日本郵船小樽支店前→小樽市総合博物館本館前バス停→稲穂十字街バス停（1・2便終点）/サンモール一番街（3便終点）
- イラスト作品展後期開催：小樽市文学館 9月11日 - 10月6日